# Józefa Singer

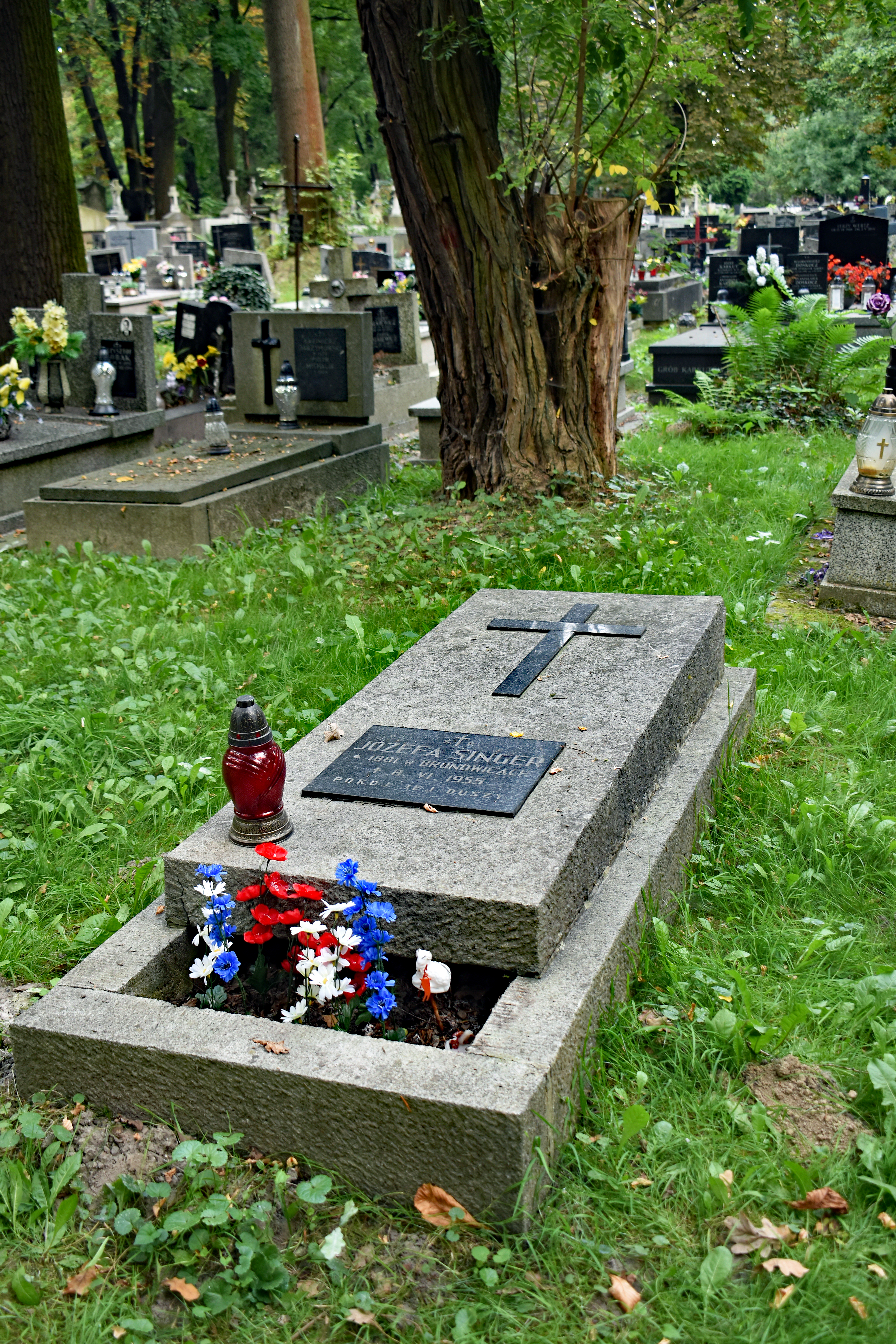
Cmentarz Rakowicki.
Grób Józefy Singer.

Józefa Singer, właśc. Perel Singer (ur. 19 września 1881 w Bronowicach, zm. 8 czerwca 1955 w Krakowie) – pierwowzór postaci Racheli z Wesela Stanisława Wyspiańskiego, córka bronowickiego karczmarza Hirsza Singera, również upamiętnionego w dramacie.

## Życiorys
Perel Singer, zwana w rodzinie Pepką lub Pepą, urodziła się jako najmłodsze z pięciorga dzieci Hirsza Singera i jego żony Debory z Unterweiserów. Singerowie dzierżawili karczmę od proboszcza kościoła Mariackiego, dokupili również w okolicy osiem mórg pola. Nie było to jednak zgodne małżeństwo; kilka lat po premierze Wesela Hirsz Singer rozwiódł się z żoną, zostawiając majątek dzieciom i przeniósł się do żydowskiego domu starców przy ulicy Krakowskiej na Kazimierzu, gdzie zmarł podczas I wojny światowej.
Pepa Singer uczęszczała do szkoły podstawowej w Bronowicach, a po jej ukończeniu kształciła się w Krakowie w szkole handlowej. Dziewczynę pociągał świat młodopolskich artystów i literatów z Krakowa, z którym miała kontakt od najmłodszych lat – w Bronowicach osiedlił się najpierw, w 1890 roku, Włodzimierz Tetmajer ożeniony z chłopką, a po nim ściągali i inni krakowscy inteligenci i artyści, zachodząc często do karczmy Singera. 21 listopada 1900 roku Pepa Singer otrzymała zaproszenie na wesele Lucjana Rydla z Jadwigą Mikołajczykówną, jedną z sióstr żony Tetmajera. Na weselu był obecny Stanisław Wyspiański, który później przedstawił w swoim dramacie oczytaną córkę żydowskiego karczmarza jako Rachelę – to ta postać jako pierwsza zauważa za oknem Chochoła i zaprasza go na wesele. Z rodziną Rydlów Pepa Singer żyła i później dość blisko. Dzięki siostrze Lucjana Rydla Annie – upamiętnionej w Weselu jako Haneczka – pielęgniarce-społecznicy, współzałożycielce Uniwersyteckiej Szkoły Pielęgniarek i Higienistek w Krakowie, Pepa Singer poświęciła się zawodowi pielęgniarki. Po ukończeniu w 1914 roku kursu pielęgniarskiego organizowanego przez Stowarzyszenie PP Ekonomek św. Wincentego à Paulo pracowała w szpitalach wojskowych, również legionowych, a po wojnie w Szpitalu Wojskowym Inwalidów w Bronowicach na stanowisku przełożonej pielęgniarek. W latach 1921–1922 była zatrudniona w krakowskim kuratorium oświaty jako referentka ds. higieny szkolnej, a następnie założyła prywatną praktykę pielęgniarsko-fizjoterapeutyczną. Od lat 20. mieszkała przy ul. Floriańskiej.
W październiku 1919 w kościele Mariackim w Krakowie Pepa Singer przyjęła sakrament chrztu z rąk księdza Franciszka Burdy, przyjmując imię Józefa, jej rodzicami chrzestnymi byli Włodzimierz Tetmajer i Anna Rydel. Na katolicyzm przeszła w związku z patriotycznym ślubowaniem, jakie złożyła, że dokona tego, gdy Polska odzyska niepodległość.
Po wybuchu II wojny światowej mieszkała początkowo nadal w centrum Krakowa, ignorując przepisy okupanta dotyczące Żydów – nie przeprowadziła się do getta i nie nosiła opaski z gwiazdą Dawida. Po namowach Rydlów przeniosła się jednak do bezpieczniejszych Bronowic, dzięki pomocy proboszcza kościoła Mariackiego otrzymała metrykę wystawioną na nazwisko zmarłej Eugenii Jadwigi Gawlik, na podstawie której, na prośbę Zdzisława Mrożewskiego, przyjaciela Rydlów pracującego wówczas jako magistracki urzędnik (po wojnie znany aktor teatralny i filmowy), Bolesław Baran, pracownik Miejskiego Urzędu Obwodowego II w Krakowie, wyrobił jej w 1940 kenkartę. Pod koniec 1942 przeniosła się do Warszawy, gdzie mieszkała przy ulicy Bałuckiego i Ursynowskiej. W kamienicy przy tej ostatniej jednym z jej sąsiadów był Jerzy Zawieyski. W Warszawie dostała się w ręce szmalcowników, udało się jej jednak wykupić. Po klęsce powstania warszawskiego znalazła się w obozie przejściowym w Pruszkowie, a następnie przebywała przez pewien czas w jednej z podmiechowskich wsi, skąd po wojnie wróciła do Krakowa. Zamieszkała tam z rodziną Mrożewskich przy ulicy Loretańskiej, w dawnym mieszkaniu Rydlów.
Józefa Singer zmarła w 1955 roku, pochowana jest na cmentarzu Rakowickim. Imię Racheli nosi jedna z ulic w krakowskich Bronowicach odchodząca od ulicy Złoty Róg.

## PlotkaBoya-Żeleńskiego
W opublikowanej w 1922 roku Plotce o „Weselu” Wyspiańskiego Tadeusz Boy-Żeleński pisał o Singerównie, iż „była dość bezbarwna i dość bierny brała udział w bronowickim życiu artystycznym, mimo iż niewątpliwie mogło ono na nią działać swą odrębnością i urokiem. Ciekawy jest wpływ jaki Wesele Wyspiańskiego wywarło na dalsze koleje Pepy Singer: stała się ona niejako chodzącym cieniem swego literackiego sobowtóra, istniała odtąd wyłącznie jako Rachela”. Z tą sugestią Boya, że Singerówna po premierze Wesela przyjęła pozę Racheli, nie zgadzała się Helena Rydel, znająca ją osobiście i według której postać Racheli była wzorowana na autentycznych cechach osobowości pierwowzoru. Również zdaniem Marii Rydlowej, wdowy po wnuku Lucjana Rydla będącej kustoszem Muzeum Młodej Polski w Rydlówce, „Boy skrzywdził panią Józefę. Nie rozumiał ani Wesela, ani kobiet tamtego czasu. Dla niego było niewyobrażalne, że zwykła Żydówka z karczmy mogła być oczytaną kobietą, że mogła pójść do kawiarni, studiować pilnie gazety i rozmawiać z artystami. Dlatego wymyślił sobie, że to Wesele «wykoleiło» Singerównę”.

## Literackie wizerunki
Pepa Singer, osoba rozpoznawalna w kręgach krakowskiej cyganerii artystycznej, po premierze dramatu Wyspiańskiego stała się jako „Rachela z Bronowic” bohaterką szopek satyrycznych, np. w roku 1911 Szopki krakowskiej Zielonego Balonika Boya-Żeleńskiego i Witolda Noskowskiego czy trzy lata później Mobilizacji w Bronowicach autorstwa Edmunda Biedera. 
W 1960 jej postać pojawiła się w przeznaczonej dla młodzieży paradokumentalnej powieści Zuzia pióra Krystyny Grzybowskiej; wraz z Anną Rydlówną (Haneczką z Wesela) przedstawiona została w roli pielęgniarki.
W 1972 w „Tygodniku Powszechnym” ukazało się, wielokrotnie potem wznawiane i adaptowane na scenach teatralnych, opowiadanie Romana Brandstaettera pt. Ja jestem Żyd z „Wesela” prowadzone z punktu widzenia Hirsza Singera, który podczas wizyty u adwokata w sprawie rozwodowej skarży się, że przedstawiony w dramacie Wyspiańskiego w negatywnym świetle stracił nie tylko dobre imię, ale i córkę, której zachowanie świadczy, że woli ona być raczej Rachelą niż Pepką.
Józefa Singer żywo interesowała się polityką. Rafał Węgrzyniak podaje, iż szczególnym kultem darzyła Józefa Piłsudskiego. W opublikowanym w 1981 roku szkicu krytycznym pt. „Zmartwychwstanie” poświęconym utworowi Brandstaettera Witold Kula zasugerował nawet, jakoby miała ona z Marszałkiem romans i nieślubne dziecko, co później odwoływał jako wytwór fantazji literackiej. Po wojnie Józefa Singer częstokroć wyrażała swój negatywny stosunek do komunizmu. Zdzisław Mrożewski wspominał w rozmowie z Węgrzyniakiem awanturę urządzoną przez nią, gdy wyjechał na tournée do Związku Radzieckiego.
W wydanej w 1992 powieści Kazimierza Traciewicza pt. Jom Kipur poświęconej losom Żydów w czasie II wojny światowej przedstawiona jest również i wojenna historia Józefy Singer.